# Montagu-Pass
Der Montagu-Pass (735 m) war der erste sichere Pass über die Outeniqua-Berge in Südafrika und löste den gefährlichen Cradock Pass ab. Benannt wurde der Pass nach John Montagu.
Die Leitung der Bauarbeiten (1843 bis 1847) für den etwa 17 Kilometer langen Pass wurde von Henry Fancourt White übernommen, ein erfahrener Straßenbauingenieur aus Australien. Aus Kostengründen erfolgten die Arbeiten mit dem Einsatz von 250 Häftlingen. Es mussten etwa 35.000 Pfund Sterling aufgewendet werden. Im Vergleich zur Reise über den Cradock Pass, die Tage dauerte, benötigte man nun nur noch Stunden, um von George über die Outeniqua-Berge nach Oudtshoorn zu gelangen.
Der Pass blieb über 100 Jahre die Hauptverbindung zwischen der Küstenregion und der Kleinen Karoo, wird jedoch seit der Fertigstellung der N9 über den Outeniqua-Pass im Jahre 1951 hauptsächlich von Touristen genutzt, die die spektakulären Ausblicke von der Kiesstraße aus genießen möchten. Diese umfasst 126 Kurven und weist Steigungen von bis zu 17 Prozent auf. Bei gutem Wetter ist die Strecke für alle Fahrzeuge befahrbar. Da jedoch viele Abschnitte, insbesondere auf der Südseite, nur einspurig sind, kann es erforderlich sein, zurückzusetzen, um eine breitere Stelle zu erreichen und den Gegenverkehr passieren zu lassen.
Im Jahre 1972 wurde der Pass zum National Monument (seit 2000: Provincial Heritage Site) erklärt und ist die älteste unveränderte Passstraße in Südafrika.

## Galerie

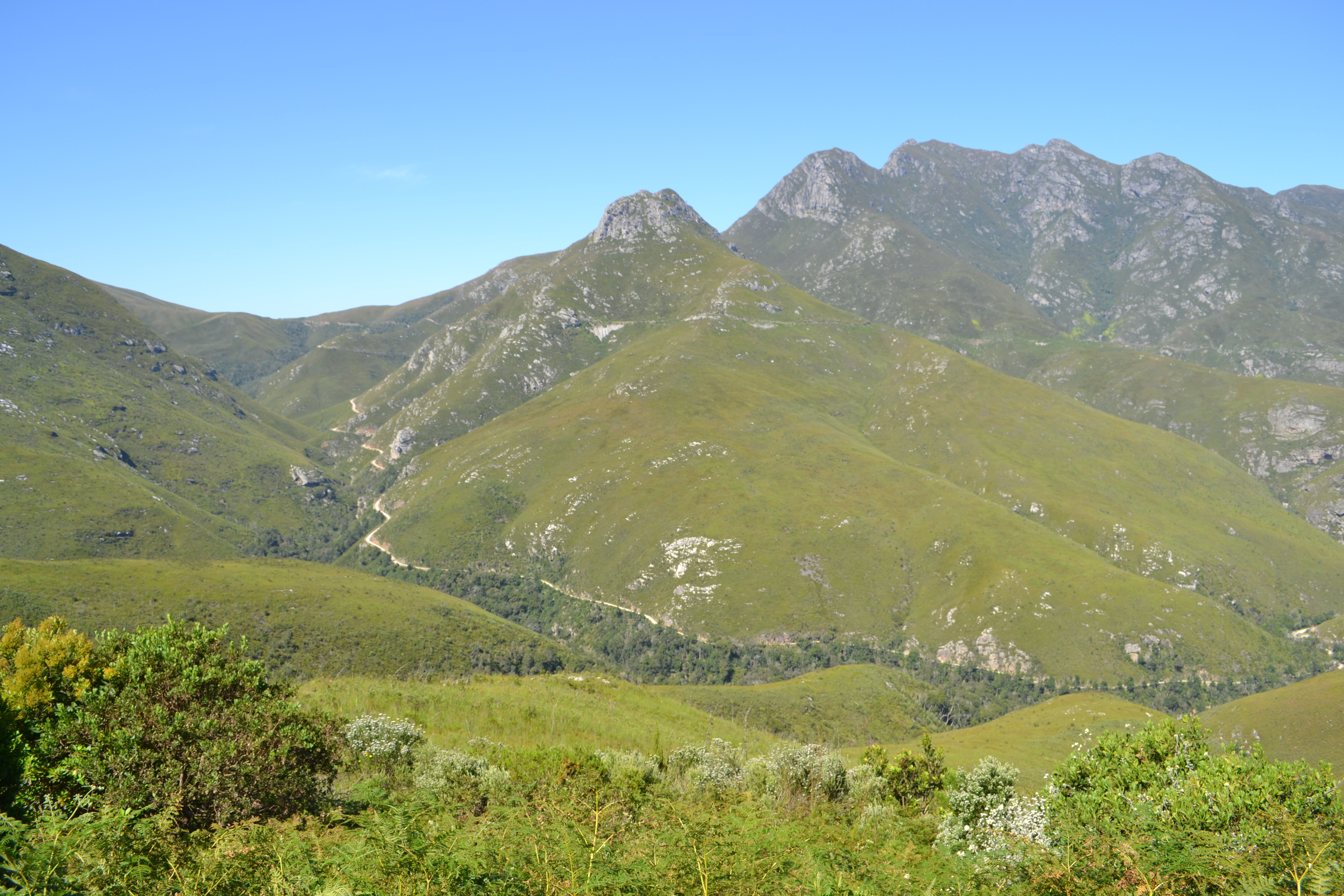
Blick in die oberen Regionen des Passes
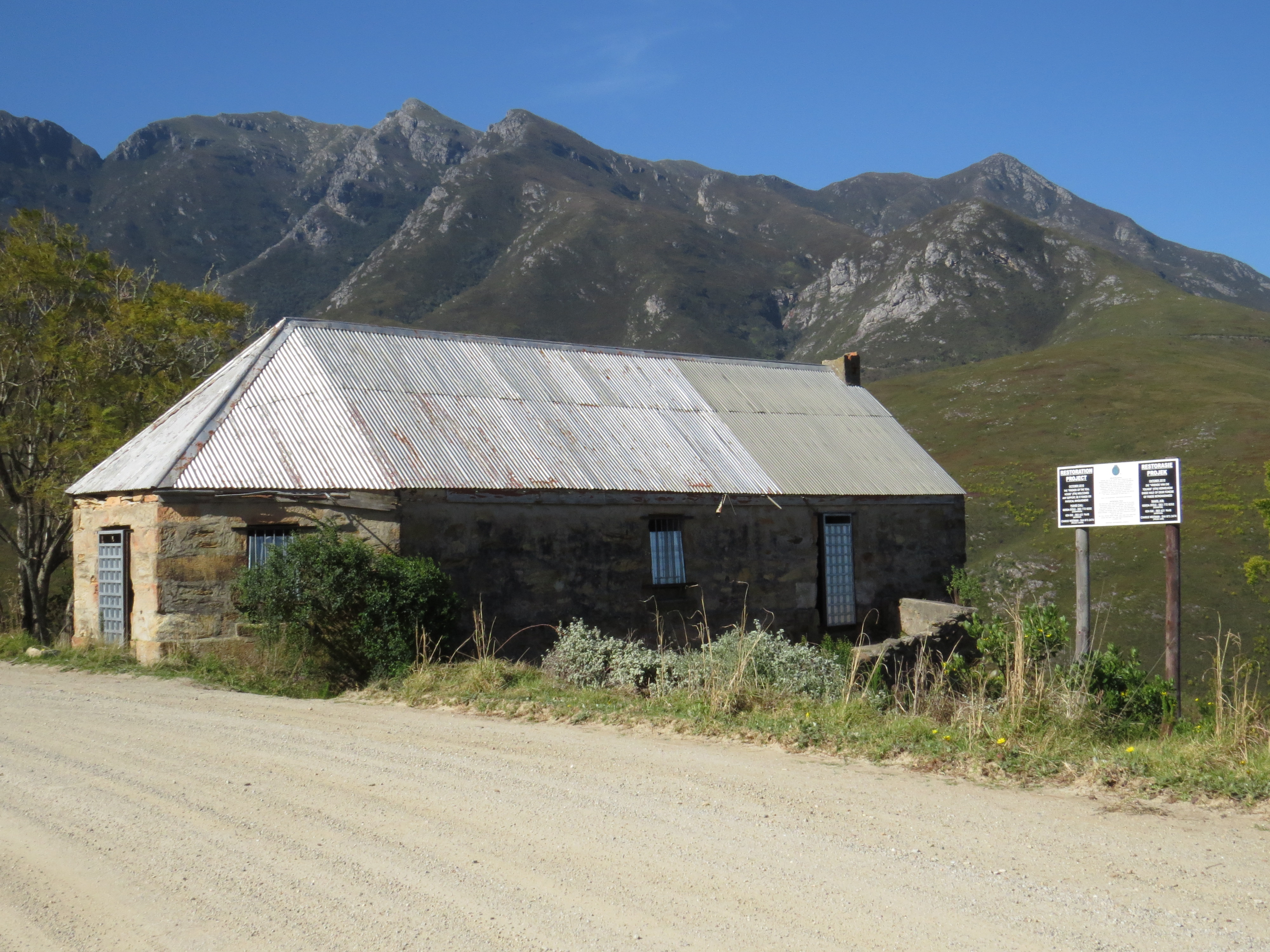
Historische Straßengebühreinnahme
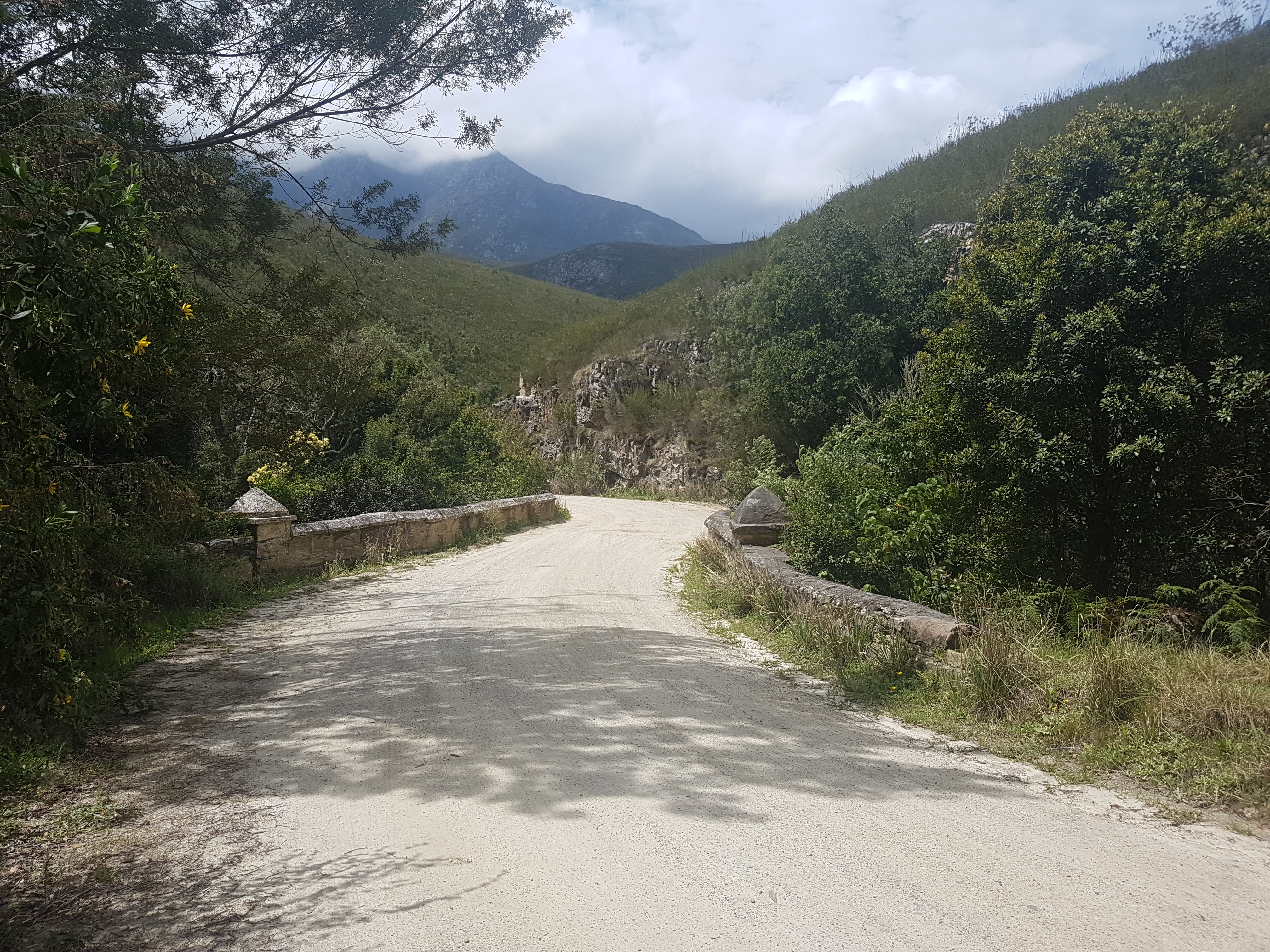
Brücke über den Keur River